# Ozerne, Nova Odesa
Ozerne (în ucraineană Озерне) este un sat în comuna Dîmivske din raionul Nova Odesa, regiunea Mîkolaiiv, Ucraina.

## Demografie
Componența lingvistică a localității Ozerne
     Ucraineană (92,37%)
     Rusă (4,21%)
     Română (3,28%)
Conform recensământului din 2001, majoritatea populației localității Ozerne era vorbitoare de ucraineană (92,37%), existând în minoritate și vorbitori de rusă (4,21%) și română (3,28%).